# Alpin skidåkning vid olympiska vinterspelen 1960
Resultaten från de sex alpina grenarna som utövades under olympiska vinterspelen 1960 i Squaw Valley, USA. 

## Medaljtabell
| Pl. | Nation                 | Guld | Silver | Brons | Totalt |
| --- | ---------------------- | ---- | ------ | ----- | ------ |
| 1   | Schweiz                | 2    | 0      | 0     | 2      |
| 2   | Österrike              | 1    | 2      | 2     | 5      |
| 3   | Tysklands förenade lag | 1    | 1      | 1     | 3      |
| 4   | Frankrike              | 1    | 0      | 2     | 3      |
| 5   | Kanada                 | 1    | 0      | 0     | 1      |
| 6   | USA                    | 0    | 3      | 0     | 3      |
| 7   | Italien                | 0    | 0      | 1     | 1      |

## Resultat

### Herrar
| Gren                   | Guld                       | Guld   | Silver                                  | Silver | Brons                      | Brons  |
| Störtlopp Detaljer...  | Jean Vuarnet Frankrike     | 2:06,0 | Hans Peter Lanig Tysklands förenade lag | 2:06,5 | Guy Périllat Frankrike     | 2:06,0 |
| Storslalom Detaljer... | Roger Staub Schweiz        | 1:48,3 | Pepi Stiegler Österrike                 | 1:48,7 | Ernst Hinterseer Österrike | 1:49,1 |
| Slalom Detaljer...     | Ernst Hinterseer Österrike | 2:08,9 | Hias Leitner Österrike                  | 2:10,3 | Charles Bozon Frankrike    | 2:10,4 |

### Damer
| Gren                   | Guld                               | Guld   | Silver          | Silver | Brons                                    | Brons  |
| Störtlopp Detaljer...  | Heidi Biebl Tysklands förenade lag | 1:37,6 | Penny Pitou USA | 1:38,6 | Traudl Hecher Österrike                  | 1:38,9 |
| Storslalom Detaljer... | Yvonne Rüegg Schweiz               | 1:39,9 | Penny Pitou USA | 1:40,0 | Giuliana Chenal-Minuzzo Italien          | 1:40,2 |
| Slalom Detaljer...     | Anne Heggtveit Kanada              | 1:49,6 | Betsy Snite USA | 1:52,9 | Barbi Henneberger Tysklands förenade lag | 1:56,4 |

## Herrar

### Störtlopp
22 februari 1960
| Medalj | Namn                   | Tid    |
| Guld   | Jean Vuarnet (FRA)     | 2.06,0 |
| Silver | Hans-Peter Lanig (EUA) | 2.06,5 |
| Brons  | Guy Périllat (FRA)     | 2.06,9 |

### Storslalom
21 februari 1960
| Medalj | Namn                   | Tid    |
| Guld   | Roger Staub (SUI)      | 1.48,3 |
| Silver | Pepi Stiegler (AUT)    | 1.48,7 |
| Brons  | Ernst Hinterseer (AUT) | 1.49,1 |

### Slalom

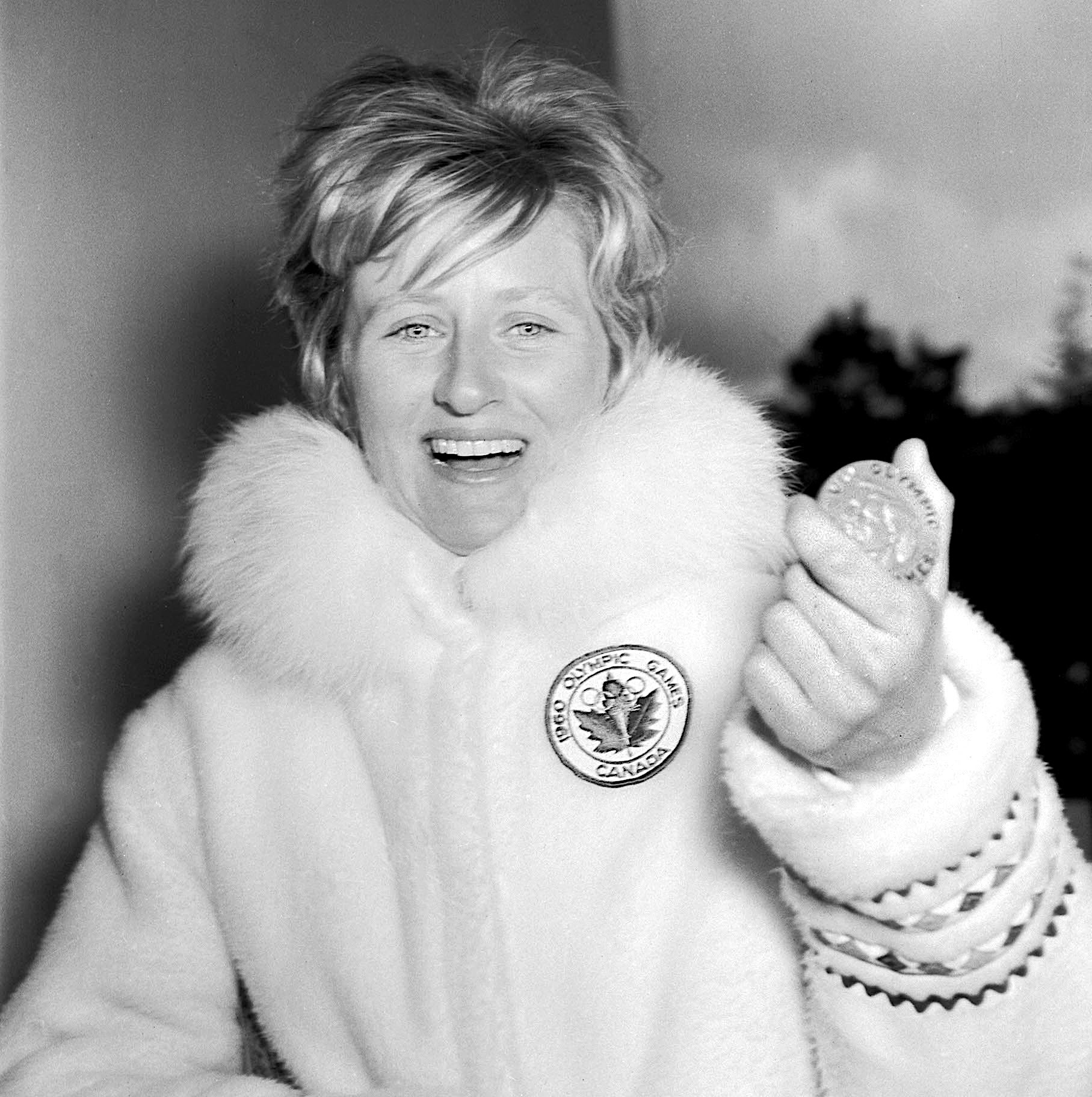
Anne Heggtveit, Kanada, med sin guldmedalj från damernas slalom.

24 februari 1960
| Medalj | Namn                   | Tid    |
| Guld   | Ernst Hinterseer (AUT) | 2.08,9 |
| Silver | Matthias Leitner (AUT) | 2.10,3 |
| Brons  | Charles Bozon (FRA)    | 2.10,4 |

## Damer

### Störtlopp
20 februari 1960
| Medalj | Namn                | Tid    |
| Guld   | Heidi Biebl (EUA)   | 1.37,6 |
| Silver | Penny Pitou (USA)   | 1.38,6 |
| Brons  | Traudl Hecher (AUT) | 1.38,9 |

### Storslalom
23 februari 1960
| Medalj | Namn                   | Tid    |
| Guld   | Yvonne Rüegg (SUI)     | 1.39,9 |
| Silver | Penny Pitou (USA)      | 1.40,0 |
| Brons  | Giuliana Minuzzo (ITA) | 1.40,2 |

### Slalom
26 februari 1960
| Medalj | Namn                      | Tid    |
| Guld   | Anne Heggtveit (CAN)      | 1.49,6 |
| Silver | Betsy Snite (USA)         | 1.52,9 |
| Brons  | Barbara Henneberger (EUA) | 1.56,6 |

## Världsmästerskapen
Alpin skidåkning vid olympiska vinterspelen 1960 var även världsmästerskapen i alpin skidsport. Man delade ut världsmästerskapsmedaljer i alpin kombination på resultaten från störtlopp och slalom.

### Alpin kombination
Herrar
| Medalj | Namn             | Poäng |
| Guld   | Guy Périllat     | 3,98  |
| Silver | Charles Bozon    | 5,52  |
| Brons  | Hans-Peter Lanig | 5,66  |

Damer
| Medalj | Namn                | Poäng |
| Guld   | Anne Heggtveit      | 6,96  |
| Silver | Sonja Sperl         | 10,08 |
| Brons  | Barbara Henneberger | 10,80 |